# Білий мисливець, чорне серце
«Білий мисливець, чорне серце» (англ. «White Hunter Black Heart») — американський кінофільм 1990 року, режисера Клінта Іствуда, який виконав головну роль.

## Сюжет
Джон Вілсон — відчайдушний сміливець, людина, схильна до безрозсудних вчинків, сміливий і зухвалий режисер. Цей білий мисливець відомий як борець за права негрів і євреїв. Джон запрошує свого друга — письменника Піта Веррілла взяти участь у створенні нового фільму. Друзі летять в Африку на зйомки. Але головною метою Джона є полювання на слона.

## У ролях
- Клінт Іствуд — Джон Вілсон
- Джефф Фейгі — Піт Веррілл
- Шарлотта Корнвелл — міс Вайлдінг, секретар Вільсона
- Норман Ламсден — Батлер Джордж
- Джордж Дзундза — Пауль Ландерс
- Едвард Тудор-Поул — Рейссар — британський партнер
- Родді Мод-Роксбі — Томпсон, британський партнер
- Річард Ворвік — Бейзіл Фіелд, британський партнер
- Джон Реплі — продавець зброї
- Кетрін Нілсон — Ірен Сондерс
- Маріса Беренсон — Кей Гібсон, кінозірка
- Річард Венстоун — Філ Дункан, кінозірка
- Джемі Косс — місіс Дункан
- Енн Данклі — дівчина в нічному клубі
- Девід Деннс — людина в нічному клубі
- Майлс Фріман — людина мавпа в нічному клубі
- Джеффрі Гатчінґс — командир ескадрильї Алек Ленг
- Крістофер Фейрбенк — Том Гаррісон, артдиректор
- Алан Армстронг — Ральф Локхарт
- Клів Мантл — Гаррі
- Мел Мартін — місіс Макгрегор
- Мартін Джейкобс — Дікі Марлоу, білий мисливець
- Норман Малунга — ресепшн
- Тімоті Сполл — Годкінс, пілот
- Алекс Нортон — Зібелінскі
- Елінор Девід — Доршка Зібелінскі
- Бой Матіас Чума — Ківу
- Ендрю Вейлі — фотограф
- Конрад Есквіт — Огілві, білий мисливець

## Знімальна група
- Режисер — Клінт Іствуд
- Продюсер — Клінт Іствуд, Стенлі Рубін, Девід Валдес
- Сценарист — Пітер Віртел, Джеймс Бріджес, Берт Кеннеді
- Композитор — Ленні Нігаус
- Оператор — Джек Н. Грін
- Художник — Джон Грейсмарк, Тоні Рідінг, Джон Молло, Пітер Говітт
- Монтаж — Джоель Кокс